# Neus Martín Royo
Neus Martín Royo (Barcelona, 1968) és una pintora catalana. Llicenciada en Belles Arts per la Universitat de Barcelona comença la seva trajectòria com a pintora l’any 1988, i des de llavors ha desenvolupant la seva obra a través d'exposicions principalment a Barcelona i també a d'altres ciutats de Catalunya i Espanya. La seva obra també forma part de diverses col·leccions institucionals i privades.
Coneguda com "la pintora del Poblenou", ha dedicat una part destacada de la seva obra als canvis que ha aquest barri ha viscut al llarg dels darrers anys i que ha mostrat en una exposició antològica organitzada amb la col·laboració del MUHBA i de l'Arxiu Històric del Poblenou.
Altres temes que també ha tractat són la Barcelona de les botigues i bars d'altres temps, els vells edificis de l’Havana o els fars de Menorca.